# Tal cual lo contamos
Tal cual lo contamos fue un programa de televisión español vespertino emitido diariamente en la cadena Antena 3 y presentado por Cristina Lasvignes, Víctor Sandoval e Isabel Rábago.

## Formato
El espacio fue sucesor de otro magazín vespertino de la cadena, El método por dos, que fue retirado de la parrilla tan sólo un mes después de su estreno debido a los escasos índices de audiencia. 
Siguiendo el clásico esquema de los programas de variedades, el espacio incluye actualidad, tertulias, sucesos, entrevistas y un repaso a la crónica social.

## Colaboradores
Junto a Lasvignes, ejercieron de copresentadores Juan Luis Alonso (2008-2009), Óscar Martínez (2010), Víctor Sandoval (2009-2010) e Isabel Rábago (2010). Colaboraron en el programa, entre otros: 
- Ricardo Sanz (2008-2010)
- Ángela Portero (2008-2010)
- Jesús Manuel Ruiz (2008-2010)
- Pepa Jiménez (2008-2010)
- María Eugenia Yagüe (2008-2010)
- Josemi Rodríguez Sieiro (2008-2010)
- Carmen Pardo (2008-2010)
- Aurelio Manzano (2008-2010)
- Gema López (2009-2010)
- Antonio Montero (2009-2010)
- Diego Arrabal (2009-2010)
- Susana Jurado (2008-2009)
- Estela Goñi (2009)
- Isabel Rábago (2009)
- Antonio Rossi (2009)
- Efrén Reyero (2009)
- Alfonso Egea (2009)
- Antonio Tejado (2009)
- Ricardo Castella (2008-2009)
- Jesús Mariñas (2008)
- Mila Ximénez (2008)
- Antonio Sánchez Casado (2008)

## Reporteros
- Javier López
- Israel López
- Desirée Hernández
- Sergio Cuadrado
- Sergi Ferré del Cuerpo